# Coffey (Missouri)
Pour les articles homonymes, voir Coffey.
Coffey est une ville du comté de Daviess, dans le Missouri, aux États-Unis,. Située au nord du comté, elle est baptisée initialement Coffeyburg, puis en 1856 elle prend son nom actuel en référence à B. H. Coffey. Elle est incorporée en 1965.

## Démographie
Lors du recensement de 2010, la ville comptait une population de 166 habitants. Elle est estimée, en 2016, à 162 habitants.

## Source de la traduction
- (en) Cet article est partiellement ou en totalité issu de l’article de Wikipédia en anglais intitulé « Coffey, Missouri » (voir la liste des auteurs).